# Salles-sous-Bois
Salles-sous-Bois település Franciaországban, Drôme megyében. Lakosainak száma 214 fő (2022. január 1.). Salles-sous-Bois Aleyrac, Grignan, Montjoyer és Taulignan községekkel határos.

## Népesség
A település népessége az elmúlt években az alábbi módon változott:
| Lakosok száma | 114  | 135  | 146  | 205  | 172  | 182  | 191  | 195  | 202  | 214  |
|               | 1968 | 1982 | 1990 | 2006 | 2013 | 2015 | 2017 | 2019 | 2020 | 2022 |